# West Marton
West Marton – wieś w Anglii, w hrabstwie North Yorkshire, w dystrykcie (unitary authority) North Yorkshire. Leży 71 km na zachód od miasta York i 304 km na północny zachód od Londynu. Miejscowość liczy 60 mieszkańców.